# Rio Burloaia
O Rio Burloaia é um rio da Romênia afluente do Rio Cracău, localizado no distrito de Neamţ.